# Srboljub Krivokuća
Srboljub Krivokuća (serbe : Србољуб Кривокућа), né le 14 mars 1928 à Ivanjica, (en Royaume de Yougoslavie aujourd'hui en Bosnie-Herzégovine) et mort le 22 décembre 2002 est un footballeur serbe, international yougoslave qui évoluait au poste de gardien de but.

## Biographie
Il joue un match en Ligue des champions lors de la saison 1956-1957 avec l'Étoile rouge de Belgrade.

## Palmarès
- Champion de Yougoslavie en 1953, 1956 et 1957 avec l'Étoile rouge de Belgrade
- Vainqueur de la Coupe de Yougoslavie en 1962 avec l'OFK Belgrade
- 7 sélections en équipe de Yougoslavie